# Liste der Stolpersteine in Apulien

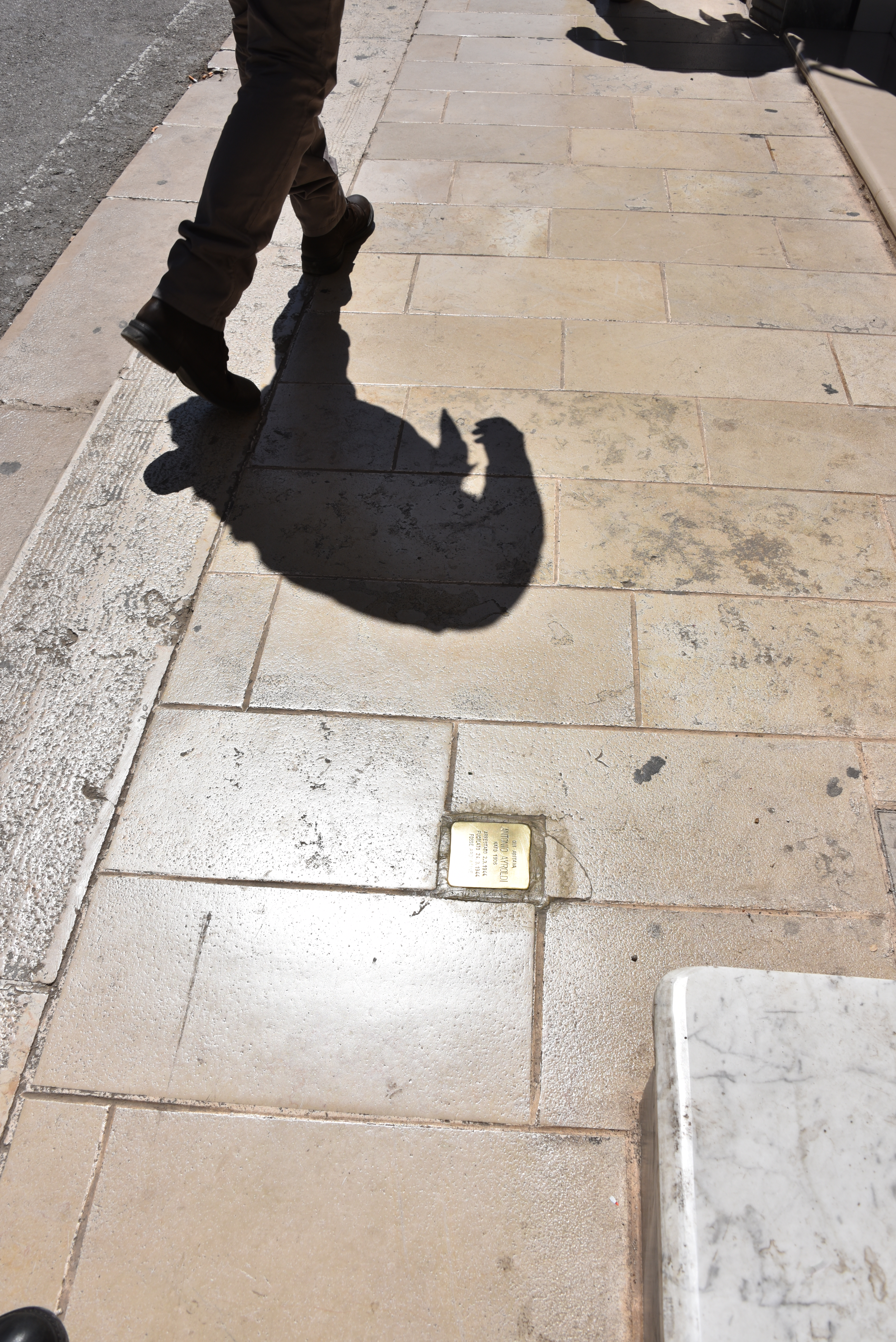
Stolperstein in Ostuni

Die Liste der Stolpersteine in Apulien enthält die Stolpersteine, die vom Kölner Künstler Gunter Demnig in der italienischen Regionen Apulien verlegt wurden. Stolpersteine erinnern an das Schicksal der Menschen, die von den Nationalsozialisten ermordet, deportiert, vertrieben oder in den Suizid getrieben wurden. Sie liegen im Regelfall vor dem letzten selbstgewählten Wohnsitz des Opfers.
Die erste Verlegung in dieser Region erfolgte am 10. Januar 2016 in Ostuni. Die italienische Übersetzung des Begriffes Stolpersteine lautet: pietre d’inciampo.

## Italienische Militärinternierte
Die meisten Stolpersteinen in Apulien sind Angehörigen der italienischen Streitkräfte gewidmet, die nach dem Kriegsaustritt Italiens nach dem 8. September 1943 von der deutschen Wehrmacht entwaffnet, verhaftet und als Italienische Militärinternierte (IMI) nach Deutschland deportiert wurden, wo sie Zwangsarbeit leisten mussten. Der IMI-Status diente dazu, den ehemals verbündeten Soldaten den Status von Kriegsgefangenen zu verweigern, der sie unter den Schutz des III. Genfer Abkommens von 1929 über die Behandlung der Kriegsgefangenen gestellt hätte. Die italienischen Militärinternierten wurden durch eine erbarmungslose Ausbeutung ihrer Arbeitskraft, Nahrungsmittelentzug und fehlende medizinische Betreuung wurden ähnlich schlecht behandelt wie die sowjetischen Gefangenen.
Antonio Ayroldi war ein italienischer Widerstandskämpfer gegen das NS-Regime und gegen die De-facto-Besetzung Italiens durch deutsche Streitkräfte. Er wurde beim Massaker in den Ardeatinischen Höhlen ermordet.

## Listen der Stolpersteine
Die Tabellen sind teilweise sortierbar; die Grundsortierung erfolgt alphabetisch nach dem Familiennamen.

### Avetrana
In Avetrana wurden sechs Stolpersteine an sechs Adressen verlegt.
| Stolperstein | Übersetzung | Verlegeort                | Name, Leben                             |
| ------------ | --- | ------------------------- | --------------------------------------- |
|              | HIER WOHNTE BIAGIO RAIMONDO CANDIDO GEBOREN 1921 VERHAFTET 1943 MILITÄRINTERNIERTER GESTORBEN 11.2.1944 PATROKLOS          | Corte cesare Battisti, 11 | Biagio Raimondo Candido (1921–1944)     |
|              | HIER WOHNTE ORONZO DIMITRI GEBOREN 1920 VERHAFTET 8.9.1943 MILITÄRINTERNIERTER RODI GESTORBEN 1.1.1944                     | Via Carmelo Schiavoni 29  | Oronzo Dimitri (1920–1944)              |
|              | HIER WOHNTE GIOVANNI BATTISTA MARCHETTI GEBOREN 1912 VERHAFTET 9.9.1943 MILITÄRINTERNIERTER GESTORBEN 18.7.1944 MONTENEGRO | Via Garibaldi 13          | Giovanni Battista Marchetti (1912–1944) |
|              | HIER WOHNTE BIAGIO LEONARDO ROLLO GEBOREN 1920 VERHAFTET 8.9.1943 MILITÄRINTERNIERTER GESTORBEN 11.2.1944 PATROKLOS        | Via Solferino, 58         | Biagio Leonardo Rollo (1920–1944)       |
|              | HIER WOHNTE GIOVANNI SCRETI GEBOREN 1920 VERHAFTET 9.9.1943 MILITÄRINTERNIERTER GESTORBEN 19.9.1944 SKOPJE                 | Via Davide Perlatana 11   | Giovanni Screti (1920–1944)             |
|              | HIER WOHNTE BIAGIO SPAGNOLO GEBOREN 1920 VERHAFTET 1943 MILITÄRINTERNIERTER GESTORBEN 11.2.1944 PATROKLOS                  | Via Magenta, 34           | Biagio Spagnolo (1920–1944)             |

### Copertino
In Copertino wurden sieben Stolpersteine an ebensovielen Stellen verlegt.
| Stolperstein | Übersetzung | Verlegeort                | Name, Leben |
| ------------ | --- | ------------------------- | --- |
|              | | Via Leonardo da Vinci, 44 | Luigi Cirfera wurde am 3. Juni 1912 in Copertino geboren. Er war Soldat des 48. Infanterie-Regiments „Ferrara“. Er kam am 30. Juni 1944 in der deutschen Ortschaft Feld ums Leben. |
|              | HIER WOHNTE ANGELO ANTONIO DELL'ANNA GEBOREN 1907 MILITÄRINTERNIERTER VERHAFTET 9.9.1943 ERMORDET 27.4.1944 HAMBURG   | Via Isonzo, 75 ·          | Angelo Antonio dell’Anna wurde am 21. Februar 1907 in Copertino geboren. Er war Soldat des 50. Infanterieregiments. Er wurde am 9. September 1943 vom NS-Regime verhaftet, deportiert und im Stammlager VI D in Dortmund interniert. Er kam am 27. April 1944 in Hamburg ums Leben. Er wurde am Italienischen Militärfriedhof in Hamburg-Öjendorf bestattet. |
|              | | Masseria Mollene          | Antonio Greco wurde am 5. Dezember 1919 in Copertino geboren. Er war Soldat des 47. Infanterieregiments. Er wurde vom NS-Regime verhaftet, deportiert und kam am 1. März 1945 in Gefangenschaft ums Leben. Er wurde am Italienischen Militärfriedhof von Frankfurt am Main bestattet. |
|              | HIER WOHNTE FRANCESCO MOSCHETTINI GEBOREN 1920 MILITÄRINTERNIERTER VERHAFTET 9.9.1943 ERMORDET 28.2.1944 FICHTENHAIN  | Via Vittorio Veneto, 5 ·  | Francesco Moschettini wurde am 5. Dezember 1920 in Copertino geboren. Er war Soldat des 9. Artillerieregiments, wurde am 9. September 1943 vom NS-Regime verhaftet, nach Deutschland deportiert und musste Zwangsarbeit verrichten. Er war ein I.M.I. Er wurde am 28. Februar 1944 in Sonderlager Fichtenhain ums Leben gebracht, in einem Außenlager des KZ Buchenwald in der Nähe von Krefeld. |
|              | HIER WOHNTE GIOVANNI POLO GEBOREN 1910 VERHAFTET 19.9.1943 DEPORTIERT DACHAU ERMORDET 6.6.1944                        | Via Re Galantuomo, 10 ·   | Giovanni Polo wurde am 5. Januar 1910 in Copertino geboren. Er wurde verhaftet und von der SS am 19. September 1943 mit dem Transport No. 2 nach Deutschland deportiert. Er kam drei Tage später im KZ Dachau an, wo er als politischer Gefangener ein rotes Dreieck bekam und unter der Matrikelnummer 54.507 registriert wurde. Noch im selben Jahr, am 6. Dezember 1943, wurde er gemeinsam mit 177 Mitgefangenen im Transport No. 13 in das KZ Mauthausen überstellt. Er langte dort drei Tage später ein. Dort wurde er unter der Matrikel-Nummer 40.708 registriert. Er blieb jedoch nicht in Mauthausen, sondern wurde zur Zwangsarbeit im Außenlager Wien-Schwechat eingeteilt. Giovanni Polo verlor dort am 4. Juni 1944 sein Leben. |
|              | HIER WOHNTE VINCENZO CORONATO VALENTINO GEBOREN 1912 MILITÄRINTERNIERTER VERHAFTET 9.9.1943 ERMORDET 11.4.1945 BRAKEL | Via Oronzo Quarta, 34/B · | Vincenzo Coronato Valentino wurde am 4. August 1912 in Copertino geboren. Er war Brigadier der Legion von Bari, wurde am 9. September 1943 vom NS-Regime verhaftet, nach Deutschland deportiert und musste Zwangsarbeit verrichten. Er wurde am 11. April 1945 in Brakel ums Leben gebracht. |
|              | | Via Sant’Angelo           | Cosimo Verdesca wurde am 11. Juni 1900 in Copertino geboren. Er war Carabiniere der Legion Bari. Er wurde vom NS-Regime verhaftet, deportiert und am 20. März 1945 in Lendringsen ermordet. Er wurde am Italienischen Militärfriedhof von Frankfurt am Main bestattet. |

### Monteroni di Lecce
In Monteroni di Lecce wurden drei Stolpersteine an drei Adressen verlegt.
| Stolperstein | Übersetzung | Verlegeort                    | Name, Leben |
| ------------ | --- | ----------------------------- | --- |
|              | HIER WOHNTE SALVATORE MURCIATO GEBOREN 1923 MILITÄRINTERNIERTER VERHAFTET 10.9.1943 ERMORDET 3.11.1944 WIEN           | Via Filiberto Monteroni, 85 · | Salvatore Murciato, auch Murciano, wurde am 2. September 1923 in Monteroni geboren. Er war ein Carabiniere, zugeteilt der Legion CC in Triest. Er wurde am 10. September 1943 verhaftet und in die Ostmark, wie Österreich damals von den Nationalsozialisten bezeichnet wurde, deportiert. Er kam am 3. November 1944 in Wien ums Leben. Er wurde im Italienischen Militärfriedhof von Mauthausen bestattet, in Reihe 4, Grab 469. |
|              | HIER WOHNTE COSIMO PALADINI GEBOREN 1914 MILITÄRINTERNIERTER VERHAFTET 9.9.1943 ERMORDET 24.1.1945 CINSERBURNEN       | Via S. Michele Mocavero, 13 · | Cosimo Paladini wurde am 4. April 1914 in Monteroni geboren. Er war Infanterist des 47. Infanterie-Regiments „Ferrara“. Er wurde am 9. September 1943 verhaftet und in das Saarland deportiert. Er starb am 24. Januar 1945 in Neunkirchen. Er wurde auf dem Italienischen Militärfriedhof von Frankfurt am Main bestattet, in Abteilung K, Reihe 3, Grab 11.                                                                       |
|              | HIER WOHNTE ANTONIO GIOVANNI PALLARA GEBOREN 1918 MILITÄRINTERNIERTER VERHAFTET 9.9.1943 ERMORDET 6.4.1945 SANDBOSTEL | Via XXI Aprile, 15 ·          | Antonio Giovanni Pallara wurde am 1. Mai 1918 in Monteroni geboren. Er war Leutnant des 48. Infanterie-Regiments „Ferrara“. Er wurde am 9. September 1943 verhaftet und nach Niedersachsen deportiert. Er starb am 6. April 1945 in Sandbostel. |

### Novoli
In Novoli wurden sechs Stolpersteine an ebensovielen Stellen verlegt.
| Stolperstein | Übersetzung | Verlegeort        | Name, Leben                           |
| ------------ | ----------- | ----------------- | ------------------------------------- |
|              |             | Via Carmiano, 6   | Giovanni Bruno (1920–1944)            |
|              |             | Via Palombaro, 16 | Americo Italo Magis (1911–1945)       |
|              |             | Via Libertà, 9    | Oronzo Mazzotta (1914–1944/45)        |
|              |             | Via Cadorna, 4    | Antonio Parlangeli (1917–1944)        |
|              |             | Via Palombaro, 27 | Santo Quarta (1921–1943/45)           |
|              |             | Via Roma, 25      | Antonio Salvatore Valzano (1919–1944) |

### Ostuni
In Ostuni wurde folgender Stolperstein verlegt:
| Stolperstein | Übersetzung                                                                                      | Verlegeort        | Name, Leben |
| ------------ | ------------------------------------------------------------------------------------------------ | ----------------- | --- |
|              | HIER WOHNTE ANTONIO AYROLDI GEBOREN 1906 VERHAFTET 2.3.1944 ERSCHOSSEN 24.3.1944 FOSSE ARDEATINE | Corso Cavour 52 · | Antonio Ayroldi wurde am 10. September 1906 in Ostuni geboren. 1925 trat er in die Armee ein – als Unteroffizier des 8° reggimento del Genio. Er wurde bereits nach einem Jahr erstmals befördert und machte schnell Karriere. 1933 wurde er Leutnant. Zu Beginn des Zweiten Weltkriegs wurde er nach Libyen entsandt. Von Februar 1941 bis Dezember 1942 nahm er am Krieg in Nordafrika teil. Er erhielt das italienische Kriegskreuz für Tapferkeit und das deutsche Eiserne Kreuz. In seinen Briefen an die Familie kristallisierte sich seine zunehmend antifaschistischen Überzeugung heraus, gefördert durch seine Erfahrungen während der Afrika-Feldzüge. Er wurde Major und kehrte als General nach Rom zurück. Nach dem Waffenstillstand von Cassibile konnte und wollte er sich nicht länger Mussolinis Diktat beugen. Er versteckte sich einige Wochen in der Klinik Bianca Maria. Im November 1943 schloss er sich dem Widerstand an – in einer militärischen Formation, kommandiert von Oberst Ezio De Michelis. Es schmuggelte Dokumente, Waffen und Munition, unterhielt Verbindungen zu den Widerstandsgruppen im Süden von Latium und baute ein Netz an Informanten in der Hauptstadt auf. Italienische Faschisten und deutsche Nazis fahndeten nach ihm und am 2. März 1944 wurde er gemeinsam mit anderen Partisanen verhaftet. Er war in Zelle Nr. 1 des Gefängnisses in der Via Tasso eingesperrt und verhört. Am 24. März 1944 wurde er von den Deutschen während der Massaker in den Ardeatinischen Höhlen erschossen. Nach der Befreiung Italiens wurde er postum mit der Tapferkeitsmedaille in Silber ausgezeichnet. |

### San Severo
In San Severo wurden vier Stolpersteine verlegt.
| Stolperstein | Übersetzung | Verlegeort                  | Name, Leben                  |
| ------------ | --- | --------------------------- | ---------------------------- |
|              | IN SAN SEVERO LEBTE MICHELE LACCI GEBOREN 1922 GEFANGEN GENOMMEN 9.9.1943 DEPORTIERT LUCKENWALDE BEFREIT                         | Piazza Municipio San Severo | Michele Lacci (1922–)        |
|              | IN SAN SEVERO WOHNTE PIETRO PAVIA GEBOREN 1922 GEFANGEN GENOMMEN 9.9.1943 ALBANIEN DEPORTIERT DULAG 172 SAJMISTE / ZEMUN BEFREIT | Piazza Municipio San Severo | Pietro Pavia (1922–)         |
|              | IN SAN SEVERO LEBTE PAOLO VILLANI GEBOREN 1924 GEFANGEN GENOMMEN 11.9.1943 TREVISO DEPORTIERT KÜSTRIN BEFREIT                    | Piazza Municipio San Severo | Paolo Villani (1924–)        |
|              | IN SAN SEVERO LEBTE VINCENZO VILLANI GEBOREN 1923 GEFANGEN GENOMMEN 9.9.1943 GRIECHENLAND DEPORTIERT MOOSBURG ERMORDET 12.7.1944 | Piazza Municipio San Severo | Vincenzo Villani (1923–1944) |

### Tarent
In der Provinzhauptstadt Tarent wurde ein Stolperstein verlegt.
| Stolperstein | Übersetzung | Verlegeort           | Name, Leben                  |
| ------------ | --- | -------------------- | ---------------------------- |
|              | HIER WOHNTE LUIGI ZINGARELLI GEBOREN 1904 GEFANGEN GENOMMEN 8.9.1943 INTERNIERT STALAG DORTMUND GESTORBEN 22.4.1944 | Largo Rosario Tasano | Luigi Zingarelli (1904–1944) |

### Taurisano
In Taurisano wurden vier Stolpersteine an vier Adressen verlegt.
| Stolperstein | Übersetzung | Verlegeort                     | Name, Leben                        |
| ------------ | --- | ------------------------------ | ---------------------------------- |
|              | HIER WOHNTE ANTONIO ANNOSCIA GEBOREN 1918 MILITÄRINTERNIERTER DEPORTIERT 1943 LUDWIGSHAFEN ERMORDET 27.5.1944                   | via F. Crispi n.47 Taurisano   | Antonio Annoscia (1918–1944)       |
|              | HIER WOHNTE TRENTO STEFANO CAZZATO GEBOREN 1918 MILITÄRINTERNIERTER DEPORTIERT 1943 BUCHENWALD-SCHWARZE POTH ERMORDET 13.6.1944 | via Manzoni n.4 Taurisano      | Trento Stefano Cazzato (1918–1944) |
|              | HIER WOHNTE FLORIO MICALETTO GEBOREN 1920 MILITÄRINTERNIERTER DEPORTIERT 1943 STALAG III A LUCKENWALDE ERMORDET 14.4.1945       | Corso L. Da Vinci 18 Taurisano | Florio Micaletto (1920–1945)       |
|              | HIER WOHNTE COSIMO FIORE RIZZELLO GEBOREN 1922 MILITÄRINTERNIERTER DEPORTIERT 1943 BERLIN ERMORDET 12.6.1944                    | Via Oberdan n.4 Taurisano      | Cosimo Fiore Rizzello (1922–1944)  |

## Verlegedaten
Die Stolpersteine in dieser Region wurden von Gunter Demnig persönlich an folgenden Tagen verlegt:
- 10. Januar 2016: Ostuni[10]
- 8. Januar 2018: Copertino (für Giovanni Polo)[11]
- 13. Januar 2019: Copertino (alle anderen Steine)[12] und Monteroni di Lecce[13]
- 28. Januar 2021: Tarent
- 27. Januar 2022: San Severo
- 28. Januar 2024: Taurisano
- 29. Januar 2024: Avetrana
- 23. März 2024: Novoli